# Дубрава (Пензенская область)
 Дубрава  — опустевший посёлок в Земетчинском районе Пензенской области. Входит в состав Пролетарского сельсовета.

## География
Находится в северо-западной части Пензенской области на расстоянии приблизительно 2 км на север-северо-запад от районного центра посёлка Земетчино.

## История
Основан в 1922 году как выселок из села Оторма. В 1934 году — 46 дворов, колхоз «Свободный путь». В 1955 году бригада колхоза имени Жданова. В 2004 году оставался 1 двор.

## Население
Численность населения: 400 человек (1934 год), 134 (1936), 146 (1959), 80 (1979), 51 (1989), 29 (1996). Население составляло 15 человек (русские 27 %, цыгане 73 %) в 2002 году, 0 в 2010.